# In modern times
In modern times is het 22-ste muziekalbum van Spyro Gyra. Alhoewel de locatie van de geluidsstudio ontbreekt op de hoes kan worden aangenomen dat de muziek opgenomen is in de Beartrackstudio te Suffern, de privéstudio van Beckenstein. Het is het eerste album van Spyro Gyra dat verscheen op Heads Up International, een in jazz gespecialiseerd platenlabel.

## Musici
- Jay Beckenstein – saxofoon
- Tom Schuman – toetsinstrumenten
- Julio Fernandez – gitaar
- Scott Ambush – basgitaar
- Joel Rosenblatt – slagwerk

Met
- David Charles – percussie
- Marc Quiñones – percussie op Florida straits
- Andrew Lippman – trombone op Planet J
- No Sweat Horns: Barry Danielian (trompet), Scott Kreitzer (saxofoon), Randy Andos (trombone)

## Muziek
| Nr. | Titel                                   | producer(s)             | Duur |
| --- | --------------------------------------- | ----------------------- | ---- |
| 1.  | After hours (Beckenstein, Chuck Loeb)   | Beckenstein, Loeb       | 5:08 |
| 2.  | Feelin’ free (Beckenstein)              | Beckenstein, Loeb       | 4:23 |
| 3.  | Julio’s party (Fernandez)               | Beckenstein, Fernandez  | 5:08 |
| 4.  | The river between (Ambush)              | Beckenstein, Ambush     | 6:45 |
| 5.  | Groovin’ for Grover (Schuman)           | Beckenstein, Schuman    | 5:50 |
| 6.  | Open door (Fernandez)                   | Beckenstein, Fernandez  | 4:38 |
| 7.  | Florida Straits (Beckenstein)           | Beckenstein,            | 4:18 |
| 8.  | Feelin’ free part 2 (Beckenstein, Loeb) | Beckenstein, Loeb       | 4:04 |
| 9.  | East River blue (Beckenstein)           | Beckenstein, Schuman    | 6:14 |
| 10. | Your touch (Beckenstein, Schuman)       | Beckenstein, Schuman    | 5:10 |
| 11. | Lucky bounce (Jeremy Wall)              | Beckenstein, Wall       | 4:18 |
| 12. | Planet J (Rosenblatt, Phil Magallanes)  | Beckenstein, Rosenblatt | 4:42 |